# Танцуваща чума (1518)
Танцуващата чума или танцуваща епидемия от 1518 г. е случай на танцуваща мания в Страсбург, Елзас (съвременна Франция) в Свещената Римска империя през юли 1518 г.
Около 400 души танцуват с дни без почивка в продължение на около месец. Някои от засегнатите хора припадат или дори умират от сърдечен удар, инсулт или изтощение.

## История
Избухването на чумата започва през юли 1518 г., когато г-жа Трофеа започва да танцува на улица в Страсбург. Това продължава от 4 до 6 дни. В рамките на седмица се присъединяват още 34 души, а в рамките на месец има около 400 танцьори, предимно жени. Някои от тези хора умират от сърдечен удар, инсулт или изтощение.
Доклад съобщава, че за период от време чумата е убивала средно по 15 души на ден.